# Arnold Wetl
Arnold Wetl (* 2. Februar 1970 in Eibiswald) ist ein ehemaliger österreichischer Fußballspieler.

## Karriere
Die erste Spielerstation des Mittelfeldspielers war beim SV Eibiswald in den unteren steirischen Ligen. Der Weststeirer kam als neunzehnjähriger 1989 das erste Mal zu seiner ersten Profistation, Sturm Graz. Nach sieben erfolgreichen Jahren bei den Schwarz-Weißen wechselte Wetl 1996 ins Ausland zum FC Porto. Nach einem Jahr bei den Portugiesen holte ihn der SK Rapid Wien zurück in die Heimat. 2001 gab Wetl sein Comeback bei Sturm Graz. Von 2003 bis 2005 spielte er zum Ausklang seiner Karriere beim FC Gratkorn. Wetl beendete seine Fußballerkarriere 2005. Er nahm an der Weltmeisterschaft 1998 in Frankreich teil und wurde dreimal eingesetzt.

## Erfolge
- Teilnahme an der Fußball-WM 1998 in Frankreich
- 21 Spiele (4 Tore) für die österreichische Fußballnationalmannschaft Debüt: 1991 gegen Norwegen 0:0 in Wien
- 1 Mal österreichischer Pokalsieger (1996) mit Sturm Graz
- 1 Mal österreichischer Supercupsieger (1996) mit Sturm Graz
- 1 Mal portugiesischer Meister (1997) mit dem FC Porto